# Leijgraaf
De Leijgraaf of Leigraaf is een beek in het oosten van Noord-Brabant. De Leijgraaf is geen natuurlijke beek, maar was in oorsprong een vochtige laagte. Oude benamingen voor die laagte waren onder andere 'de Meer' of 'De Jeucke'. Na uitgraving werd de algemene benaming Leijgraaf, letterlijk geleide gegraven loop.
Het Waterschap Aa en Maas legt langs de Leijgraaf diverse Ecologische Verbindingszones aan met als doel de waterkwaliteit te verbeteren en dieren makkelijker te laten migreren tussen natuurgebieden.

## Loop van de beek
De Leijgraaf begint bij Boekel, waar het gemaal Veluwe water vanuit de Aa in de watergang pompt. De beek stroomt door de gemeenten Boekel, Meierijstad, Maashorst, Bernheze en Sint-Michielsgestel. Na een afstand van ongeveer 20 km en een verval van 7,70 meter komt de inmiddels 10 meter brede Leijgraaf in Berlicum in de Aa.
Vroeger vormde de Wambergse Beek de benedenloop van de Leijgraaf. Later is de beek bij de Zandstraat in Berlicum afgedamd en het water naar de Aa geleid.

## Zijbeken
- Burchtseloop[1]
  - Kerkenloop[1]
- Molenloop[1]
- Elzense Loop[1]
- Meerkensloop[1]

## Kanalisatie van de Leijgraaf
Voor de kanalisatie viel de Leijgraaf vaak droog in de zomer. In de jaren 50 en 60 van de 20e eeuw is de Leijgraaf gekanaliseerd en zijn er stuwen aangelegd om het waterpeil te kunnen reguleren. Hierdoor is de Leijgraaf een beekje met lange rechte delen geworden. Momenteel worden door het Waterschap Aa en Maas werkzaamheden uitgevoerd om de oevers natuurlijker te maken. Ook worden bij de stuwen vistrappen gecreëerd. Belangrijkste doel van deze werkzaamheden is om amfibieën en vissen meer mogelijkheden te bieden om hun leefgebied uit te breiden.

## Andere wateren met dezelfde naam
Er is ook een Leygraaf bij Roermond (Broekhin). 51°12'22.0"N 6°01'25.7"E